# Regiunea Kavango
Kavango este o regiune a Namibiei a cărei capitală este Rundu. Are o populație de 201.093 locuitori și o suprafață de 43.417 km2.

## Subdiviziuni
Această regiune este divizată în 6 districte electorale:
- Mpungu
- Kahenge
- Kapako
- Rundu
- Mashari
- Ndiyona